# 安娜-瑪麗·米埃維爾
安娜-瑪麗·米埃維爾（法語：Anne-Marie Miéville，法語發音：[an maʁi mjevil]；1945年11月11日—）是一位瑞士電影工作者。

## 生平
1972年，米埃維爾在巴黎擔任實習攝影師時認識了法國導演尚盧·高達，並與他成為伴侶；1973年至1994年間兩人開始在電影創作上密切合作，米埃維爾擔任過攝影、編劇、影片剪輯以及共同導演，在尚盧·高達後期電影中扮演藝術指導的角色。米埃維爾也同時創作自己的作品，1983年她完成第一部劇情短片《如何能愛》(How can I love)，隔年再完成第二部短片《瑪莉之書》(Le livre de Marie)。她首部自己導演的電影為1988年《我親愛的主體》(Mon cher sujet)，並在坎城影展獲青年導演獎。
米埃維爾與高達後來在法國邊境的瑞士小城羅勒成立電影公司「邊緣」(Périphéria)。

## 導演作品

### 電影
- 1978年:《好嗎》(Comment ça va): 與高達合導
- 1988年:《我親愛的主體》(Mon cher sujet):坎城影展獲青年導演獎
- 1994年:《露並未說不》(Lou n'a pas dit non)
- 1997年:《我們仍在這裡》(Nous sommes tous encore ici)
- 2000年:《重修舊好》(Après la réconciliation)

### 短片
- 1976年:《此處與彼處》(Ici et ailleurs):與高達、Jean-Pierre Gorin合導
- 1983年:《如何能愛》(How can I love):
- 1984年:《瑪莉之書》(Le livre de Marie):凱薩獎最佳劇情短片提名
- 1986年:《歡樂節慶》(Faire la fête)
- 2002年:《自由與故鄉》(Liberté et patrie):與高達合導